# Carré (marine)
Pour les articles homonymes, voir Carré (homonymie).

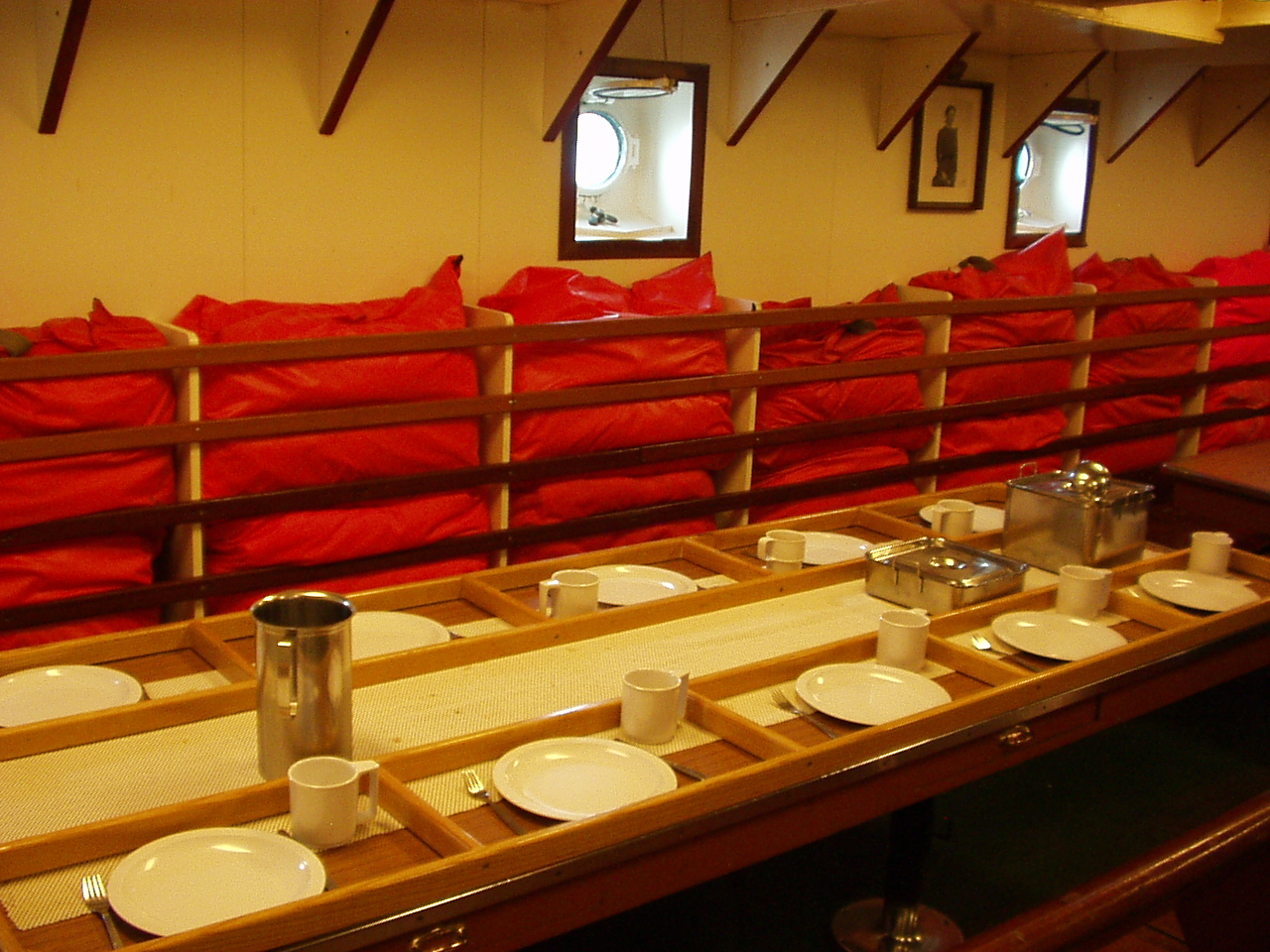
Carré du Danmark, un voilier des années 1930.

Dans la marine, le carré est une pièce servant à la fois de salle commune, de salle de repos et de salle à manger pour les officiers et les officiers mariniers.